# Domenico Ferri (architecte)
Pour les articles homonymes, voir Ferri.
À ne pas confondre avec le peintre figuratif Domenico Ferri (it).
Domenico Ferri, né le 16 avril 1795 à Selva Malvezzi (it), une frazione de Molinella, et mort le 7 juin 1878 à Turin, est un architecte et scénographe italien romantique actif à Bologne.
Il est le fondateur d'une famille de scénographes et de peintres et collabore notamment avec les frères Basoli (Antonio, Luigi et Francesco) à l'Académie des beaux-arts de Bologne. Il a aussi pratiqué la peinture.

## Biographie

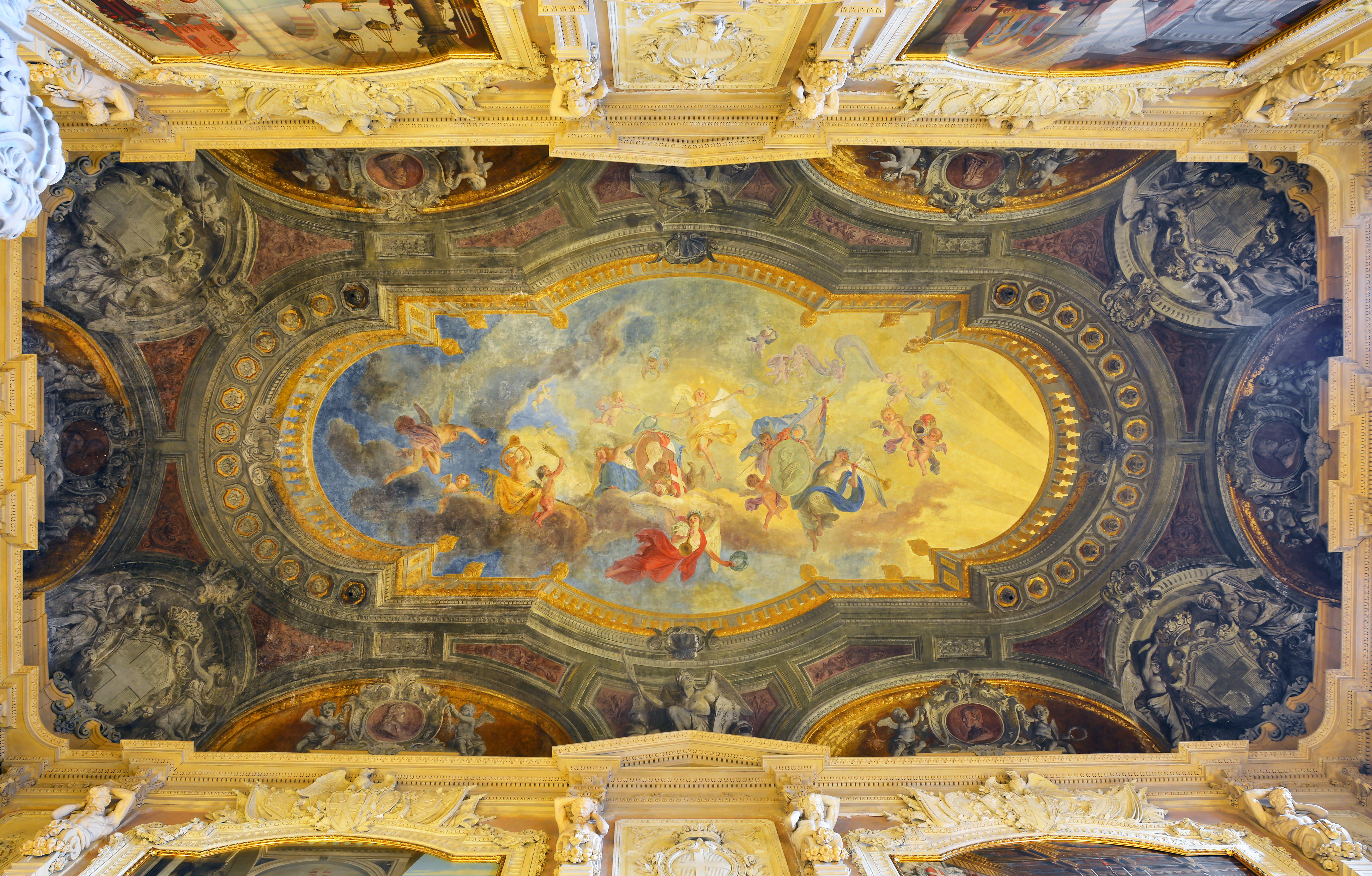
Fresque dans les escaliers du Palais royal de Turin.

Domenico Ferri naît en 1795 de Giovanni Ferri et de Giovanna Gulini. Il apprend les arts à l'académie de Bologne sous Antonio Basoli et Francesco Cocchi, puis débute la scénographie en collaborant avec le scénariste Antonio Conti (it) aux théâtres San Samuele et San Luca à Venise entre 1818 et 1819. De 1819 à 1820, il travaille aux théâtres de Lugo (en) et Contavalli (en), à Bologne. Il produit les scènes du Teatro comunale de Bologne de 1821 à 1829, avec des commandes épisodiques pour les théâtres de Ferrare (en 1823) et de Modène (en) (en 1824 et 1827), celui d'Apollo à Rome (en 1826-1827), le Teatro delle Muse à Ancône (en 1828), celui de Senigallia (it) (aussi en 1828), et le Teatro Nuovo à Padoue (en 1829).
Il devient ami de Gioachino Rossini après avoir collaboré sur quelques-uns de ses opéras (La Cenerentola en 1820, La donna del lago en 1822 et La Semiramide en 1826). Cette amitié lui permettra de recevoir une commission pour le Théâtre Royal italien de Paris en tant que peintre décorateur, où il rencontre un certain succès. Il reste dans la capitale française jusqu'en 1851, mais effectue quelques retours en Italie, notamment en 1834, où il réalise les décors pour une représentation de La sonnambula de Vincenzo Bellini au Teatro comunale de Bologne. Il est brièvement au Teatro San Carlo à Naples, mais interrompt son association avec celui-ci, dû aux difficultés financières du théâtre qui ne pouvait mettre en scène les conceptions de Ferri. En 1840, il retourne à Naples brièvement, mais doit partir pour Bologne avant qu'une année passe, citant des problèmes médicaux,.
Outre le théâtre, le scénographe selvesi aimait aussi pratiquer le védutisme. Il remporte notamment le premier prix du concours courlandais à l'Académie des beaux-arts de Bologne en 1833, avec sa vue intitulée Una fattoria. Il expose aussi des vues de la cathédrale de Caen au salon de Paris de 1836.
Son dédain pour sa terre natale se comprend par ses motivations politiques, mais était aussi dus aux problèmes administratifs et financiers des théâtres avec qui il collaborait à Naples (le San Carlo) et à Rome. Cela le motive donc à rester en France. Ferri est rappelé par le roi Victor-Emmanuel II à Turin pour devenir professeur à l'Académie et ornemaniste au Palais royal. Il abandonne alors la scénographie, mais réussi à faire entrer son fils Augusto (it) au Teatro Regio. Ses premières commandes royales sont la rénovation des appartements royaux de Moncalieri et la restauration de l'appartement madama Felicita au Palais royal de 1851 à 1853. Son arrivée à Turin marque un tournant dans l'architecture intérieure des bâtiments royaux, probablement pour se rapprocher de la France. La réussite de ses commandes lui permet d'être nommé décorateur royal, position auparavant occupée par Pelagio Palagi, dont le style était devenu vieilli. En 1857, en vue de l'exposition de Turin de 1858, Ferri présente un projet de restauration du château du Valentino. Le projet est approuvé en juillet de la même année, puisqu'il n'altérait pas trop l'apparence extérieure du château. Il exécute la restauration de trois chambres du château en compagnie de son fils Gaetano (arz), de ses élèves et du sculpteur suisse Pietro Isella (it).
Dans les années 1860, il élabore son plus grand projet en tant qu'architecte : la restauration du palais Carignan. Un premier plan est rejeté en 1860, mais il réussit à faire approuver un second projet créé en collaboration avec Giuseppe Bollati trois ans plus tard. En 1864, l'architecte restaure un escalier dans la palais royal, puis de 1860 à 1865 décore et modernise des chambres dans les villas médicéennes de Poggio a Caiano, La Petraia et San Rossore.
Domenico Ferri meurt à Turin en 1878.

## Œuvres

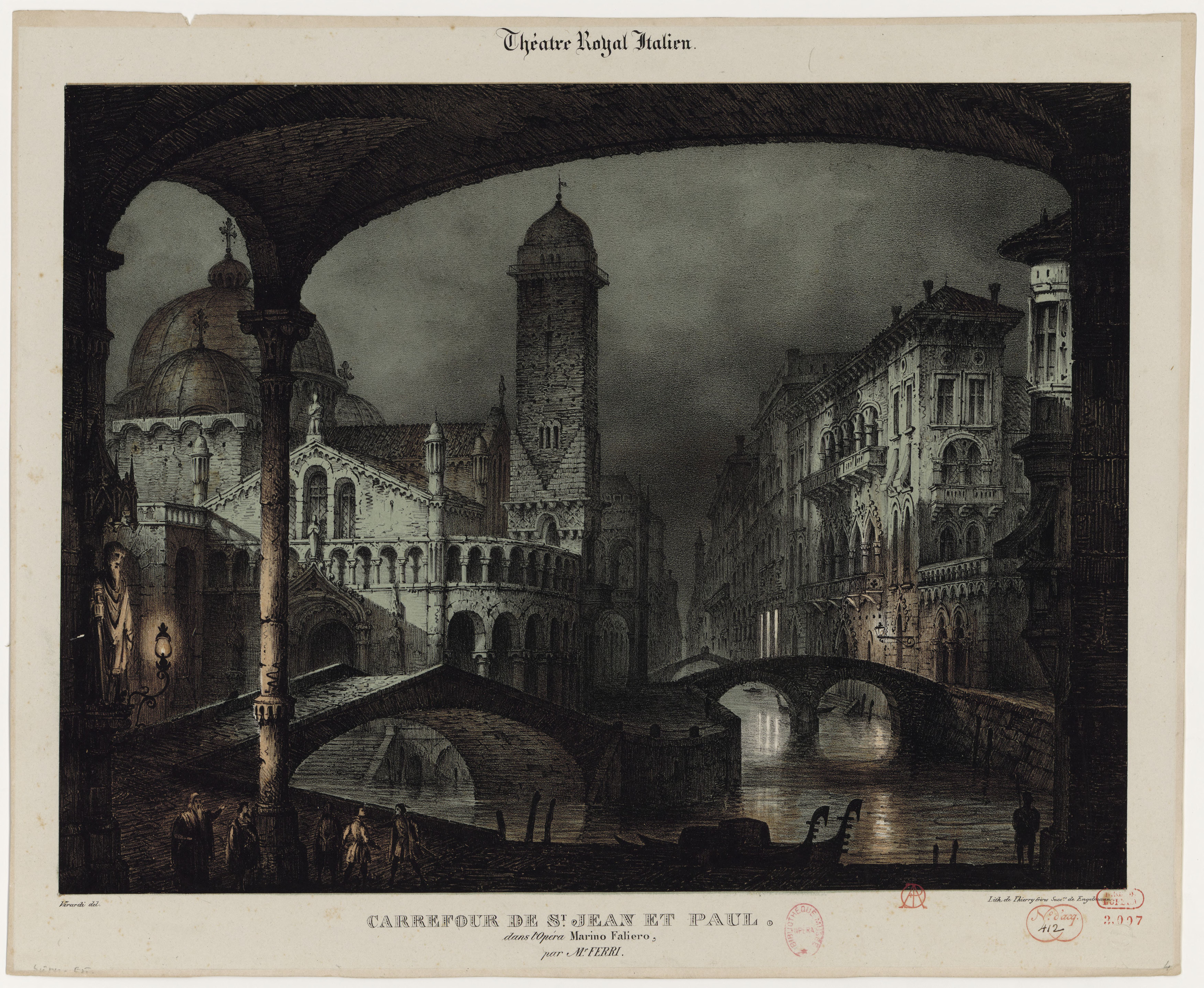
Carrefour de St Jean et Paul. Dans l'Opéra Marino Faliero, Luigi Verardi, d'après les scènes de Domenico Ferri 1835.

En architecture, Domenico Ferri était connu comme étant un prominent artiste romantique, autant sur le choix des thèmes que sur l'interprétation de ceux-ci. Il avait un certain goût pour la reproduction d'anciens styles et pour l'éclectisme surabondant, mais maîtrisait la perspective dû à son éducation à l'Académie de Bologne. Son style recevait de nombreuses critiques quant aux reproductions de styles comme le Néo-classicisme, vus comme des imitations de l'ancien.
En scénographie, il était plutôt bien reçu du public, comme le démontre son amitié avec le compositeur Rossini. Voici quelques-uns des opéras et pièces dont le décor a été réalisé par Ferri :
- Annibale in Bitinia (it), opéra de Giuseppe Nicolini, 1821, Teatro Apollo ;
- Maria Stuarda, opéra de Gaetano Donizetti, 1821, Teatro Apollo ;
- Giulio Sabino, opéra de Vittorio Trento, 1824, Teatro Apollo ;
- Caritea, regina di Spagna, opéra de Saverio Mercadante, 1827, Teatro Apollo ;
- Il Torneo, opéra de Antonio Bagioli (en), 1827, Teatro Apollo ;
- Don Giovanni, opéra de Wolfgang Amadeus Mozart, 1834, Teatro San Carlo ;
- Lara, opéra de Henri de Ruolz, 1835, Teatro San Carlo.

Peu de son activité de scénographe subsiste, mais l'on peut notamment retrouver un recueil de gravures de ses scènes qu'il a rédigé en 1837 (Choix de décorations du théâtre Royal Italien), ainsi qu'une compilation publiée à Bologne en 1844 par Lorenzo Ruggi (it) (Raccolta inedita di 50 scene teatrali le più applaudite ne' teatri italiani).
En peinture, Ferri a principalement réalisé des vedutas, ou vues, un type de peinture de paysages, généralement bien reçues. Ses vues de la cathédrale de Caen ont été décrits comme synthétisant les éléments de la peinture de paysages néerlandaise du style de John Constable, et qu'elles imitaient bien Jacob van Ruisdael, en plus d'avoir une palette de couleurs digne de Joseph Mallord William Turner.